# École
 École  es una población y comuna francesa, en la región de Ródano-Alpes, departamento de Saboya, en el distrito de Chambéry y cantón de Le Châtelard.

## Demografía
| 387 | 363 | 263 | 266 | 249 | 238 |
| Para los censos de 1962 a 1999 la población legal corresponde a la población sin duplicidades (Fuente: INSEE [Consultar]) |     |     |     |     |     |